# دیه‌گو دومینگس
دیه‌گو دومینگس (اسپانیایی: Diego Domínguez‎؛ ‏ ۱۳ اکتبر ۱۹۹۱) بازیگر و خواننده اهل اسپانیا است. وی از سال ۲۰۱۰ میلادی تاکنون مشغول فعالیت بوده‌است.
از فیلم‌ها یا سریال‌های تلویزیونی که وی در آن‌ها نقش داشته‌است، می‌توان به فیزیک یا شیمی و ویولتا اشاره نمود.